# Gabriel Biel
Gabriel Biel (první čtvrtina 15. století? Špýr – 1495 Einsiedel u Tübingenu) byl německý katolický teolog a filozof, proslulý kazatel, stoupenec Occamova nominalismu. Bývá označován jako „poslední scholastik".

## Život
Narodil se ve Špýru v prvním čtvrtletí 15. století]. Od roku 1432 studoval na univerzitě v Heidelbergu, na které převládal nominalistický směr scholastické filozofie. Titul magistra svobodných umění obdržel v roce 1438 a začal přednášet na artistické fakultě heidelberské univerzity. Pak studoval teologii na univerzitách v Erfurtu a v Kolíně nad Rýnem. V roce 1457 se stal kazatelem v Mohuči.
V šedesátých letech 15. století se přidal k Bratřím společného života, stal se vůdčí osobností tohoto hnutí a představitelem tzv. „současné zbožnosti" (devotio moderna).  V roce 1468 byl ustanoven prvním proboštem bratrského domu v Butzbachu. V roce 1477 přešel do bratrského domu v Urachu (nyní Bad Urach) a od roku 1479 vedl tamní klášter.
V roce 1484 se stal prvním profesorem teologie na nově ustavené univerzitě v jihoněmeckém Tübingenu. Dvakrát byl zvolen rektorem univerzity (1487, 1489). Po odchodu z univerzity se v roce 1492 stal převorem nově založeného kláštera sv. Petra v  Einsiedelu u Tübingenu. V tomto klášteře Bratří společného života v roce 1495 zemřel a byl v něm i pochován. 

## Dílo
Gabriel Biel byl znamenitým kazatelem, soubor jeho kázání (Sermones) byl v 16. a 17. století vydán šestkrát.  Z roku 1488 pocházejí jeho přednášky o mešním kánonu (Lectura super Canonem Missae), které se v 15. a 16. století dočkaly sedmnácti vydání. Do let 1486–1488 spadá vznik prvních třech knih jeho komentářů k Sentencím Petra Lombardského (Collectorium circa quattuor libros Sententiarum); čtvrtou knihu již nestačil  celou dopsat, dokončil ji až Bielův žák Wendelin Steinbach (latinsky Wendelinus Stambachus, † 1519). V tomto svém nejvýznamnějším díle Biel zpracoval do uceleného a přehledného systému  nauku Williama Ockhama, srovnal ji s jinými názory a obhajoval ji proti námitkám.;   spis byl v 16. století vydán sedmkrát. Bielovy ekonomické názory obsahuje práce Tractatus de potestate et utilitate monetarum [Pojednání o působnosti a užitku peněz]; tento spis vyšel separátně v letech 1516 a 1542 (tedy až po autorově smrti) a jde o výtah z jeho komentáře k Sentencím Petra Lombardského. Biel v něm položil základy filozofie peněz a upozornil na negativní důsledky peněžního znehodnocování. Mincovní právo přisoudil výhradně panovníkovi.

## Nauka

### Teologie
V teologii se Biel pokoušel skloubit učení o spáse na základě skutků a o spáse na základě milosti. Bůh se rozhodl předložit hříšníkům dvě „dohody". V dohodě o velkorysosti Bůh přislíbil odměnit milostí ty, kdo žijí jak nejlépe dovedou. Dohoda o spravedlnosti pak stanoví, že ti, kdo konají ve stavu milosti dobré skutky, zasluhují, aby je přijal jako spravedlivé. Nejde ovšem o opravdové dvojstranné smlouvy mezi lidmi a Bohem, ale o jednostranné Boží akty.
První krok ke spasení musí hříšník učinit z vlastní vůle, bez milosti Ducha svatého: musí se obrátit k Bohu a dělat, co nejlepšího dovede. Člověk je obdařen svobodnou vůlí a je pro něho přirozené milovat Boha, proto je takového obrácení schopen i bez vlivu milosti. Tím si sice nezíská zásluhy, ale na základě „dohody" o velkorysosti ho Bůh obdaří svou milostí. Ve stavu milosti pak může pokračovat v konání dobrých skutků a na základě dohody o spravedlnosti si tím nyní již získává zásluhy, které vedou k jeho ospravedlnění a spasení.
V Bielově nauce se tedy člověk může svým postojem a skutky přičinit o udělení milosti Boží. Spasen je však zároveň Božím milosrdenstvím, protože Bůh nemusel vyhlásit zmíněné „dohody", naopak mohl stanovit pravidla, která by byla pro hříšného člověka nesplnitelná. 

### Filozofie
Nejvýraznějším noetickým znakem Ockhamova nominalismu byl kriticismus a skepticismus. Podle nominalistů existují v přírodě jen jednotlivé věci, kdežto obecné pojmy nemají reálný podklad. Obecné pojmy jsou pouhá znamení (signa, termini) pro množství podobných jednotlivých předmětů. Tím je podlomena metafyzika, neboť pojmy bytí, podstata, příčina atd. mají pak jen subjektivní význam. V etice to má za následek, že dobro a zlo nejsou nominalistům něčím objektivním, něčím, co by mělo svůj původ v podstatě Boží, nýbrž mají svůj základ toliko ve vůli Boží. Bůh může i to, co člověk uznává za zlo, určit jako dobro. Bůh může dát hříšníkovi nebe a spravedlivého zatratit. Záslužnost dobrých skutků nezáleží v jejich objektivní ceně, nýbrž závisí na svobodné akceptaci Boží.
Podle Ockhama si Bůh s každým stvořením může dělat, co se mu zlíbí. Mohl by člověka žijícího zcela podle Boží vůle bez jakékoli nespravedlnosti zničit. Biel rozvíjel tyto myšlenky a zdůrazňoval s extrémní vyhraněností závislost všeho stvořeného na Boží všemohoucnosti. Napsal: „Stvořené totiž nic nemá, pokud mu to z volního rozhodnutí svobodně a kontingentně nedává Bůh, výhradně a jedině On." Dospěl k univerzální voluntarizaci přírodní sféry, která takto ztrácí jakoukoli svébytnost.
Boží vůle čili Boží všemohoucnost určuje také morální sféru, jak to dokládají následující Bielovy výroky: „Nikoli proto, že něco je správné či spravedlivé, to Bůh chce, nýbrž protože to Bůh chce, je to spravedlivé a správné." „Bůh může činit něco, co není spravedlivé, aby to Bůh činil, a když by to přesto učinil, bylo by spravedlivé, aby se to stalo. Jedině Boží vůle je proto první regulí spravedlnosti..." Bůh totiž činí to, co činí, vždy spravedlivě a nikdo se jej, jenž není nikomu ničím povinován, nemůže zeptat: „Proč tak činíš?"
I v těchto výrocích navazoval na učení Ockhamovo. Už ten totiž hlásal, že morální zákon je založen na svobodné Boží volbě. Kdyby Bůh nařídil smilstvo, bylo by to nejen přípustné, ale i chvályhodné. Nenávist k Bohu, krádež a smilstvo jsou Bohem zakázané. Ale záleží jen na Boží vůli, mohly by být Bohem nařízené; v takovém případě by to byly chvályhodné skutky.
V oblasti praktické etiky Biel učil, že se lidé ve svém jednání mají řídit tzv. zdravým rozumem (recta ratio). Tento zdravý rozum je schopen rozpoznat Bohem stanovený morální řád. Proto i pohanští filozofové (např. Aristotelés, Cicero, Seneca) dokázali konat morálně dobré a ctnostné skutky. 

## Význam
Bielovo dílo mělo značný vliv, on sám bývá označován jako „poslední scholastik". Jeho komentář k Sentencím se stal učebnicí nominalistické teologie, neboť obsahoval jasnou a metodickou interpretaci učení Williama Ockhama. Ockhamisté na univerzitách v Erfurtu a ve Wittenbergu byli známí jako gabrielisté (Gabrielistae).  Bielovy spisy ovlivnily i Martina Luthera a Philippa Melanchthona. Zvláště Luther, jenž studoval v Erfurtu, kde působili Bielovi žáci, se při studiu teologie opíral především o jeho práce.